# Hittin
Ḥiṭṭīn, o Ḥaṭṭīn (in arabo ﺣﻄﻴﻦ‎?) era un villaggio palestinese, situato ai piedi del vulcano estinto "Corni di Ḥaṭṭīn", in Bassa Galilea. 
In questa località, il 5 luglio 1187 ebbe luogo la famosa battaglia in cui le forze musulmane di Saladino sconfissero l'esercito crociato di Guido di Lusignano, aprendosi la strada per la successiva riconquista musulmana della città di Gerusalemme, espugnata dai cristiani nella Prima crociata del 1099. Per la comunità drusa rappresenta un importante sito etno-religioso per via della tomba del profeta pre-islamico Shu'ayb.
Nelle vicinanze di questa località è sorto uno dei 10 moshavim della Bassa Galilea, Kfar Hittin.